# Heer en knecht
Heer en knecht (Russisch: Хозяин и работник) uit 1895 is een kort verhaal van de Russische schrijver Leo Tolstoj.

## Inhoud
Vasili Andrejitsj Berchoenov is een omhooggevallen landeigenaar, die een voordelig stuk bos wil kopen. Het betreft het Gorjatsjkinse bos. Hij is zowel diaken, herbergier als koopman en gewapend met 3000 roebel, waarvan 2300 geleend van zijn kerk, aanvaardt hij de tocht. Hij neemt als begeleider een betrouwbare knecht mee, Nikita Stepanitsj, die wel de grootste moeite heeft zijn alcoholisme de baas te blijven.
Hoewel het een korte tocht in de slee betreft, neemt Vasili grote risico’s. Hij wil andere potentiële bieders voorblijven en maant Nikita en het paard Moechorty tot spoed aan in een Russische sneeuwstorm. Tot tweemaal toe bereiken ze hetzelfde gehucht, waar hun wordt aangeboden de nacht door te brengen, maar dat aanbod slaat Vasili af. Zijn zaken gaan voor nachtrust en veiligheid. Voor de derde keer raken de twee mannen en het paard de weg kwijt. Vasili probeert zichzelf met het paard in veiligheid te brengen, maar in de duisternis rijdt hij een cirkel en keert hij tot zijn verbijstering onverrichter zake terug bij zijn knecht. Tot zijn schrik ziet hij dat Nikita bijna is doodgevroren. Hij probeert met zijn eigen lichaam zijn knecht te redden door bovenop hem te gaan liggen.
Als de volgende dag boeren het drietal vinden, zijn Vasili en het paard doodgevroren. Knecht Nikita verliest na twee maanden in een ziekenhuis te zijn verpleegd drie tenen, maar hij leeft nog twintig jaar. Voor zijn dood vergeeft hij zijn vrouw haar jarenlange overspel en vraagt tevreden zelf vergiffenis voor zijn zonden.